# Verona (chanson)
Pour les articles homonymes, voir Verona.
Chansons représentant l'Estonie au Concours Eurovision de la chanson
Play
(2016) La forza
(2018)
Verona (en français « Vérone ») est la chanson de Koit Toome et Laura qui représente l'Estonie au Concours Eurovision de la chanson 2017 à Kiev, en Ukraine après avoir remporté l'Eesti Laul 2017. Elle est interprétée lors le la deuxième demi-finale le 11 mai 2017 et termine à la 14e place et par conséquent ne se qualifie pas pour la finale.